# Naman Keïta
Pour les articles homonymes, voir Keita.
Naman Keïta (né le 9 avril 1978 à Paris) est un athlète français, pratiquant le 400 m haies, champion du monde avec le relais 4 x 400 m à Paris en 2003 et médaillé de bronze aux Jeux Olympiques de 2004 à Athènes sur le 400 m haies. 

## Biographie
Il mesure 1,96 m pour 86 kg. Son club est l'Avia Club d'Issy-les-Moulineaux. Il était malien jusqu'au 31 décembre 1999. Il est le codétenteur du record de France du relais 4 × 400 mètres (2 min 58 s 96). Il est suspendu deux ans pour dopage en 2007.

## Carrière sportive
Commençant sa carrière en pratiquant le saut en hauteur chez les jeunes au club de l'ASCC (Chelles), il suit les conseils de Franck Chevallier, ancien DTN de l'athlétisme français, avant de passer sur les haies.
Après avoir dans un premier temps partagé le groupe d'entraînement de Fernand Urtebise que dirige Stéphane Diagana, il s'entraîne ensuite avec Hervé Stéphan.
En 2002, il obtient sa première médaille dans un grand championnat, avec le relais 4 × 400 m lors des Championnats d'Europe d'athlétisme 2002. L'année suivante, lors des Championnats du monde d'athlétisme 2003 qui se déroulent à domicile à Saint-Denis, il obtient la médaille d'argent avec Stéphane Diagana et les deux coureurs de 400 m plat, Leslie Djhone et Marc Raquil, en battant le record de France en 2 min 58 s 96. Cette médaille se transforma en juillet 2005 en médaille d'or, à la suite de la disqualification du relais américain dont l'athlète Calvin Harrison n'aurait pas dû participer à la compétition à la suite d'un contrôle positif,.
Aux Jeux olympiques d'été de 2004 à Athènes, il effectue une remarquable dernière ligne droite pour venir remporter la médaille de bronze sur le 400 m haies en 48 s 26.
Aux championnats d'Europe de Göteborg en 2006, il remporte l'or avec le relais 4 × 400 m en 3 min 01 s 10 en compagnie de Marc Raquil, Leslie Djhone et Ydrissa M'Barke

## Dopage
En août 2007, sélectionné en équipe de France pour les championnats du monde d'Osaka, il est éliminé lors des demi-finales du 400 m haies. 
Le 4 septembre, un contrôle antidopage effectué au cours de la compétition révèle la présence de testostérone dans l'échantillon du coureur français. Lors de la dernière journée de compétition mondiale au Japon, le président de l'IAAF Lamine Diack faisait état d'un seul test antidopage suspect. L'analyse de l'échantillon B ayant confirmé la première analyse, il est condamné à deux ans de suspension par la Fédération française d'athlétisme en octobre 2007, suspension qui prit effet au 1er septembre 2007. Keïta explique ce résultat par l'utilisation d'un complément alimentaire acheté sur Internet. Il reconnut sa négligence et déclara ne pas faire appel de cette décision qui le priva ainsi des deux échéances suivantes, les Jeux olympiques de Pékin 2008 et les Mondiaux de Berlin 2009.

## Meilleures performances
- 200 m    21 s 18  (0,9) 	2r2 	Eagle Rock CA	13 mai 2006
- 300 m  33 s 01 	 1 	Nancy 14 septembre 2004 (Meeting Stanislas)
- 400 m     45 s 74  	2 	AAC	Dakar 3 avril 2004
- 400 m haies   48 s 01 	 	 	2 	Saint-Denis	23 jul 2004

## Palmarès

### Jeux olympiques d'été
- 2004 à Athènes ( Grèce)
  -  Médaille de bronze au 400 m haies en 48 s 26

### Championnats du monde d'athlétisme
- 2003 à Paris ( France)
  -  Médaille d'or sur 4 × 400 m.

### Championnats d'Europe d'athlétisme
- 2002 à Munich ( Allemagne)
  -  Médaille de bronze sur 4 × 400 m
- 2006 à Göteborg (Suède)
  -  Médaille d'or sur 4 × 400 m avec le relais : Leslie Djhone, Ydrissa M'Barke, Naman Keita et Marc Raquil en 3 min 1 s 10
  - 4e sur 400 m haies

### Panafrican meeting
- 2005 à Bamako ( Mali)
  -  Médaille d'or au 400 m haies

### Meeting Gaz de France (Golden League)
- 2004 à Saint-Denis (Seine-Saint-Denis) ( France)
  -  Médaille d'argent au Meeting Gaz de France au Stade de France au 400 m haies

### Championnats de France
- 2003 à Narbonne
  -  Médaille d'or au 400 m haies

- 2004 à  Sotteville-lès-Rouen
  -  Médaille d'or au 400 m haies

- 2005 à Angers
  -  Médaille d'or au 400 m haies

## Distinctions
- Chevalier de l'ordre national du Mérite (décret du 24 septembre 2004)